# Canottaggio ai Giochi della XXVIII Olimpiade - Singolo femminile
La gara del singolo femminile dei Giochi della XXVIII Olimpiade si è svolta tra il 14 e il 21 agosto 2004.

## Batterie
Hanno partecipato alle batterie di qualificazione 24 atlete, suddivise in 4 batterie: le vincitrici di ogni batteria si sono qualificate per le semifinali AB, mentre le altre sono andate ai ripescaggi.
14 agosto 2004
| Posizione | Atleta                       | Paese         | Tempo           |
| --------- | ---------------------------- | ------------- | --------------- |
| 1         | Katrin Rutschow-Stomporowski | Germania      | 7'35"20 SF (AB) |
| 2         | Carolina Lüthi               | Svizzera      | 7'49"88 R       |
| 3         | Femke Dekker                 | Paesi Bassi   | 7'55"50 R       |
| 4         | Rocío Rivarola               | Paraguay      | 8'03"85 R       |
| 5         | Lee Yun-hui                  | Corea del Sud | 8'04"48 R       |
| 6         | Doaa Moussa                  | Egitto        | 8'26"87 R       |

| Posizione | Atleta             | Paese         | Tempo           |
| --------- | ------------------ | ------------- | --------------- |
| 1         | Miroslava Knapková | Rep. Ceca     | 7'25"23 SF (AB) |
| 2         | Sonia Waddell      | Nuova Zelanda | 7'36"15 R       |
| 3         | Soraya Jadué       | Cile          | 7'58"28 R       |
| 4         | Analía Marín       | Argentina     | 8'01"56 R       |
| 5         | Pere Koroba        | Indonesia     | 8'04"76 R       |
| 6         | Ibtissem Trimech   | Tunisia       | 8'15"87 R       |

| Posizione | Atleta              | Paese       | Tempo           |
| --------- | ------------------- | ----------- | --------------- |
| 1         | Ekaterina Karsten   | Bielorussia | 7'45"22 SF (AB) |
| 2         | Jennifer Devine     | Stati Uniti | 7'55"15 R       |
| 3         | Mu Suli             | Cina        | 7'58"92 R       |
| 4         | Fabiana Beltrame    | Brasile     | 8'02"89 R       |
| 5         | Phuttharaksa Nikree | Thailandia  | 8'24"03 R       |
| 6         | Elena Usarova       | Uzbekistan  | 8'32"56 R       |

| Posizione | Atleta          | Paese         | Tempo           |
| --------- | --------------- | ------------- | --------------- |
| 1         | Rumjana Nejkova | Bulgaria      | 7'35"66 SF (AB) |
| 2         | Irina Fedotova  | Russia        | 7'51"71 R       |
| 3         | Frida Svensson  | Svezia        | 7'54"29 R       |
| 4         | Nuria Domínguez | Spagna        | 7'55"60 R       |
| 5         | Martha García   | Messico       | 8'07"32 R       |
| 6         | Chiang Chien-ju | Taipei cinese | 8'15"86 R       |

## Ripescaggi
Le primi due atlete di ogni ripescaggio si sono qualificate per le semifinali A e B, le altre invece sono passate alle semifinali D ed E.
17 agosto 2004
| Posizione | Atleta           | Paese    | Tempo           |
| --------- | ---------------- | -------- | --------------- |
| 1         | Martha García    | Messico  | 7'35"55 SF (AB) |
| 2         | Soraya Jadué     | Cile     | 7'37"6 SF (AB)  |
| 3         | Carolina Lüthi   | Svizzera | 7'37"90 SF (CD) |
| 4         | Fabiana Beltrame | Brasile  | 7'48"74 SF (CD) |
| 5         | Doaa Moussa      | Egitto   | 8'16"57 SF (CD) |

| Posizione | Atleta           | Paese         | Tempo           |
| --------- | ---------------- | ------------- | --------------- |
| 1         | Sonia Waddell    | Nuova Zelanda | 7'27"92 SF (AB) |
| 2         | Nuria Domínguez  | Spagna        | 7'40"31 SF (AB) |
| 3         | Mu Suli          | Cina          | 7'48"09 SF (CD) |
| 4         | Ibtissem Trimech | Tunisia       | 7'56"19 SF (CD) |
| 5         | Lee Yun-hui      | Corea del Sud | 7'59"53 SF (CD) |

| Posizione | Atleta          | Paese       | Tempo           |
| --------- | --------------- | ----------- | --------------- |
| 1         | Frida Svensson  | Svezia      | 7'35"35 SF (AB) |
| 2         | Jennifer Devine | Stati Uniti | 7'35"91 SF (AB) |
| 3         | Pere Koroba     | Indonesia   | 7'54"17 SF (CD) |
| 4         | Rocío Rivarola  | Paraguay    | 7'57"77 SF (CD) |
| 5         | Elena Usarova   | Uzbekistan  | 8'06"11 SF (CD) |

| Posizione | Atleta              | Paese         | Tempo           |
| --------- | ------------------- | ------------- | --------------- |
| 1         | Irina Fedotova      | Russia        | 7'35"83 SF (AB) |
| 2         | Femke Dekker        | Paesi Bassi   | 7'39"84 SF (AB) |
| 3         | Chiang Chien-ju     | Taipei cinese | 7'48"36 SF (CD) |
| 4         | Analía Marín        | Argentina     | 7'51"94 SF (CD) |
| 5         | Phuttharaksa Nikree | Thailandia    | 7'53"52 SF (CD) |

## Semifinali
Le semifinali A e B sono le gare che permettono di accedere alla finale A, quella per le medaglie: le prime tre atlete di queste 2 semifinali accedono quindi alla finale A, mentre le successive tre accedono alla finale B. Le semifinali C e D invece qualificano per le ultime due finali, utili solo per stabilire le posizioni finali.
18 agosto 2004
| Posizione | Atleta                       | Paese     | Tempo      |
| --------- | ---------------------------- | --------- | ---------- |
| 1         | Katrin Rutschow-Stomporowski | Germania  | 7'30"82 FA |
| 2         | Miroslava Knapková           | Rep. Ceca | 7'36"73 FA |
| 3         | Nuria Domínguez              | Spagna    | 7'43"59 FA |
| 4         | Irina Fedotova               | Russia    | 7'45"43 FB |
| 5         | Frida Svensson               | Svezia    | 7'53"83 FB |
| 6         | Soraya Jadué                 | Cile      | 8'16"21 FB |

| Posizione | Atleta            | Paese         | Tempo      |
| --------- | ----------------- | ------------- | ---------- |
| 1         | Ekaterina Karsten | Bielorussia   | 7'31"91 FA |
| 2         | Rumjana Nejkova   | Bulgaria      | 7'32"06 FA |
| 3         | Sonia Waddell     | Nuova Zelanda | 7'42"00 FA |
| 4         | Jennifer Devine   | Stati Uniti   | 7'53"65 FB |
| 5         | Martha García     | Messico       | 8'04"83 FB |
| 6         | Femke Dekker      | Paesi Bassi   | 8'10"76 FB |

| Posizione | Atleta         | Paese         | Tempo      |
| --------- | -------------- | ------------- | ---------- |
| 1         | Carolina Lüthi | Svizzera      | 7'47"33 FC |
| 2         | Mu Suli        | Cina          | 7'48"54 FC |
| 3         | Analía Marín   | Argentina     | 7'58"07 FC |
| 4         | Lee Yun-hui    | Corea del Sud | 8'03"01 FD |
| 5         | Rocío Rivarola | Paraguay      | 8'05"92 FD |
| 6         | Doaa Moussa    | Egitto        | 8'22"45 FD |

| Posizione | Atleta              | Paese         | Tempo      |
| --------- | ------------------- | ------------- | ---------- |
| 1         | Fabiana Beltrame    | Brasile       | 8'00"89 FC |
| 2         | Chiang Chien-ju     | Taipei cinese | 8'05"71 FC |
| 3         | Pere Koroba         | Indonesia     | 8'09"21 FC |
| 4         | Ibtissem Trimech    | Tunisia       | 8'14"73 FD |
| 5         | Phuttharaksa Nikree | Thailandia    | 8'17"13 FD |
| 6         | Elena Usarova       | Uzbekistan    | 8'34"04 FD |

## Finali
Le finali B, C e D si sono tenute il 19 agosto 2004, mentre le finali A si sono tenute due giorni dopo.
| Posizione | Atleta                       | Paese         | Tempo   |
| --------- | ---------------------------- | ------------- | ------- |
|           | Katrin Rutschow-Stomporowski | Germania      | 7'18"12 |
|           | Ekaterina Karsten            | Bielorussia   | 7'22"04 |
|           | Rumjana Nejkova              | Bulgaria      | 7'23"10 |
| 4         | Miroslava Knapková           | Rep. Ceca     | 7'25"14 |
| 5         | Sonia Waddell                | Nuova Zelanda | 7'31"66 |
| 6         | Nuria Domínguez              | Spagna        | 7'49"11 |

| Posizione | Atleta          | Paese       | Tempo   |
| --------- | --------------- | ----------- | ------- |
| 1         | Irina Fedotova  | Russia      | 7'29"04 |
| 2         | Frida Svensson  | Svezia      | 7'32"02 |
| 3         | Jennifer Devine | Stati Uniti | 7'33"69 |
| 4         | Femke Dekker    | Paesi Bassi | 7'39"15 |
| 5         | Soraya Jadué    | Cile        | 7'42"76 |
| 6         | Martha García   | Messico     | 7'43"44 |

| Posizione | Atleta           | Paese         | Tempo   |
| --------- | ---------------- | ------------- | ------- |
| 1         | Mu Suli          | Cina          | 7'39"64 |
| 2         | Fabiana Beltrame | Brasile       | 7'43"38 |
| 3         | Carolina Lüthi   | Svizzera      | 7'44"11 |
| 4         | Pere Koroba      | Indonesia     | 7'47"92 |
| 5         | Chiang Chien-ju  | Taipei cinese | 7'49"13 |
| 6         | Analía Marín     | Argentina     | dnf     |

| Posizione | Atleta              | Paese         | Tempo   |
| --------- | ------------------- | ------------- | ------- |
| 1         | Ibtissem Trimech    | Tunisia       | 7'51"21 |
| 2         | Lee Yun-hui         | Corea del Sud | 7'53"33 |
| 3         | Rocío Rivarola      | Paraguay      | 7'57"36 |
| 4         | Phuttharaksa Nikree | Thailandia    | 8'00"44 |
| 5         | Elena Usarova       | Uzbekistan    | 8'09"92 |
| 6         | Doaa Moussa         | Egitto        | 8'34"80 |